# Ямада, Такахиро
Такахиро Ямада (яп. 山田 隆裕 Ямада Такахиро, род. 29 апреля 1972, Такацуки, Осака) — японский футболист.

## Карьера
На протяжении своей футбольной карьеры выступал за клубы «Иокогама Маринос», «Киото Пёрпл Санга», «Верди Кавасаки», «Вегалта Сэндай».

## Национальная сборная
В 1994 году сыграл за национальную сборную Японии 1 матч. Также участвовал в Кубке Азии по футболу 1992 года.

## Статистика за сборную
| Сборная Японии | Сборная Японии | Сборная Японии |
| Год            | Матчи          | Голы           |
| -------------- | -------------- | -------------- |
| 1994           | 1              | 0              |
| Итого          | 1              | 0              |

## Достижения
- Кубка Азии: 1992
- Джей-лиги: 1995
- Кубок Императора: 1991, 1992